# جریان (رایانش)

جریانهای استاندارد برای ورودی، خروجی و خطا

جویبار داده (انگلیسی: Data Stream) یا جریان داده در سیستم‌های کامپیوتری رشته‌ای از داده‌ها است که به صورت پیاپی و در طول زمان تولید می‌شود. این مفهوم بیش‌تر در مبحث مه‌داده (Big Data) برای داده‌هایی که با سرعت بالا از منابع گوناگون تولید می‌شوند به کار برده می‌شود.
به پردازش جویبار داده‌ها، پردازش جویباری گفته می‌شود که در برابر پردازش دسته‌ای قرار می‌گیرد. هم‌چنین شاخهٔ جدیدی از داده‌کاوی برای جویبار داده‌ها گسترش یافته‌است که کاوش جویبار داده یا داده‌کاوی جویباری نامیده می‌شود.

## چالش‌ها
- در بسیاری از کاربردها، به دلیل محدودیت‌های پردازشی یا ذخیره‌سازی، نمونه‌های داده تنها یک یا به تعداد محدودی می‌توانند خوانده شوند.
- توزیع احتمال زیرین نمونه‌های تولید شده ممکن است در طول زمان تغییر کند که باعث می‌شود استنتاج نخست پس از مدتی موردپذیرش نباشد (concept drift).